# Japanska F3-mästerskapet 2000
Japanska F3-mästerskapet 2000 vanns av Sébastien Philippe.

## Slutställning
| Plats | Förare             | Poäng |
| ----- | ------------------ | ----- |
| 1     | Sébastien Philippe | 49    |
| 2     | Yuji Ide           | 35    |
| 3     | Seiji Ara          | 30    |
| 4     | Robert Lechner     | 28    |
| 5     | Benoît Tréluyer    | 24    |
| 6     | Haruki Kurosawa    | 24    |